# Джон Лутц
Джон Лутц (англ. John Thomas Lutz) — американський письменник детективного жанру. Він є автором понад сорока романів, 200 оповідань і статей. Володар кількох престижних літературних премій.
Твори Лутца включали політичні трилери, романи про приватних детективів, міські кримінальні розбірки, гумор, окультизм, кримінальні справи, поліцейську процедуру (англ. police procedural), шпигунство; історичний, футуристичний та аматорський детективи, тобто практично кожен піджанр детективного жанру.
Його роман «Неодружена біла жінка» був основою для кінофільму 1992 року з Бріджит Фондою, а його роман «Колишній» був знятий як однойменний кінофільм компанії HBO, для якого Лутц став співавтором сценарію. Романи та коротка проза Лутца були перекладені багатьма мовами та адаптовані майже для всіх засобів масової інформації.
Лутц був президентом Товариства письменників детективного жанру Америки і Private Eye Writers of America. Серед його нагород — премія Едгара Алана По, премія Шамус (двічі), премія The Trophee 813 за найкращу збірку містичних оповідань, перекладених французькою мовою, премія PWA Life Achievement Award і премія Short Mystery Fiction Society Golden Derringer за життєві досягнення. Джон Лутц також писав історії-пазли.

## Біографія
Він і його дружина Барбара Лутц-Бредлі проводили свій час між Сент-Луїсом, Міссурі, і Сарасотою, Флорида. Разом вони мали трьох дітей і восьмеро онуків.
Лутц помер від коронавірусної хвороби 2019 на тлі деменції з тільцями Леві (Lewy body dementia) та хвороби Паркінсона у Сент-Луїсі 9 січня 2021 року у віці 81 року.
|  | «Лутц отримав практично всі нагороди в галузі кримінальної літератури, і це заслужено. У нього паралельні сюжети зливаються в несподіваний, приголомшливий підсумок; діалог шкварчить; а другорядні персонажі намальовані багато й ретельно… Це першокласний трилер від майстра жанру».THE HAVANA GAME/Booklist (STARRED REVIEW) |

## Твори

### Романи з Фредом Карвером
- Tropical Heat (Тропічна жара) (1986)
- Scorcher (Випалювач) (1987)
- Kiss (Поцілунок) (1988) (отримав премію Шамус)
- Flame (Полум'я) (1990)
- Bloodfire (Кривавий вогонь) (1991)
- Hot (Гарячий) (1992)
- Spark (Блиск) (1993)
- Torch (Факел) (1994)
- Burn (Спалений) (1995)
- Lightning (Блискавка) (1996)

### Твори з Ало Наджером
- Buyer Beware (Покупець бережись) (1976)
- Nightlines (Нічні лінії) (1985)
- The Right to Sing the Blues (Право співати блюз) (1986)
- Ride the Lightning (Осідлати блискавку) (1987)
- Dancer's Debt (Борг танцівника) (1988)
- Time Exposure (Час експозиції) (1989)
- Diamond Eyes (Діамантові очі) (1990)
- Thicker Than Blood (Густіше за кров) (1993)
- Death by Jury (Смерть від журі присяжних) (1995)
- Oops! (Упс!) (1997)
- The Nudger Dilemma's (Ділемма Наджера) (2001) (збірка оповідань)

### Твори із Франком Квіном
- Darker Than Night (Темніше ночі) (2004)
- In for the Kill (За вбивство) (2007)
- Night Kills (Нічні вбивства) (2008)
- Urge to Kill (Потяг убити) (2009)
- Serial (Серійний) (2011)
- Pulse (Пульс) (2012)
- Twist (Крутіння) (2013)
- Frenzy (Безумство) (2014)
- Slaughter (Різанина) (2015)

### Під псевдонімом Стівен Грін
- Exiled! (Засланий!) (1982)

### Інші романи
- Bonegrinder (Подрібнювач кісток) (1977)
- Lazarus Man (Людина Лазаря) (1979)
- The Eye (Око) (1984) (разом із Біллом Пронзіні)
- Shadowtown (Тіньове містечко) (1988)
- S.W.F. Seeks Same (S.W.F. шукає те саме) (1990)
- The Ex (Колишній) (1996)
- Final Seconds (Фінальні секунди) (1998) (разом із Девідом Огестом)
- The Night Caller (Нічний дзвінок) (2001)
- The Night Watcher (Нічний сторож) (2002)
- The Night Spider (Нічний павук) (2003)
- Fear the Night (Жах ночі) (2005)
- Chill of Night (Холод ночі) (2006)
- The Honorable Traitors (Шановні зрадники) (2018)
- The Havana Game (Гаванська гра) (2019)